# Nando de Colo
Nando Bruno Alfred Andre de Colo (* 23. Juni 1987 in Sainte-Catherine-lès-Arras) ist ein französischer Basketballspieler. De Colo entstammt dem Nachwuchsleistungszentrum von Cholet Basket und entwickelte sich dort zum Nationalspieler. 2009 sicherten sich die San Antonio Spurs die NBA-Rechte an de Colo per NBA Draft, während dieser zum spanischen Basketballclub aus Valencia wechselte, mit dem er 2010 den ULEB Eurocup gewann. Nachdem er in der NBA Ergänzungsspieler geblieben war, wechselte er zu ZSKA Moskau, wo er große Erfolge feierte. Mit der französischen Nationalmannschaft gewann de Colo nach der Silbermedaille bei der Basketball-Europameisterschaft 2011 bei der EM-Endrunde 2013 den Titel und die Goldmedaille. Außerdem holte er bei den Olympischen Spielen in Tokio 2021 und in Paris 2024 jeweils die Silbermedaille.

## Karriere

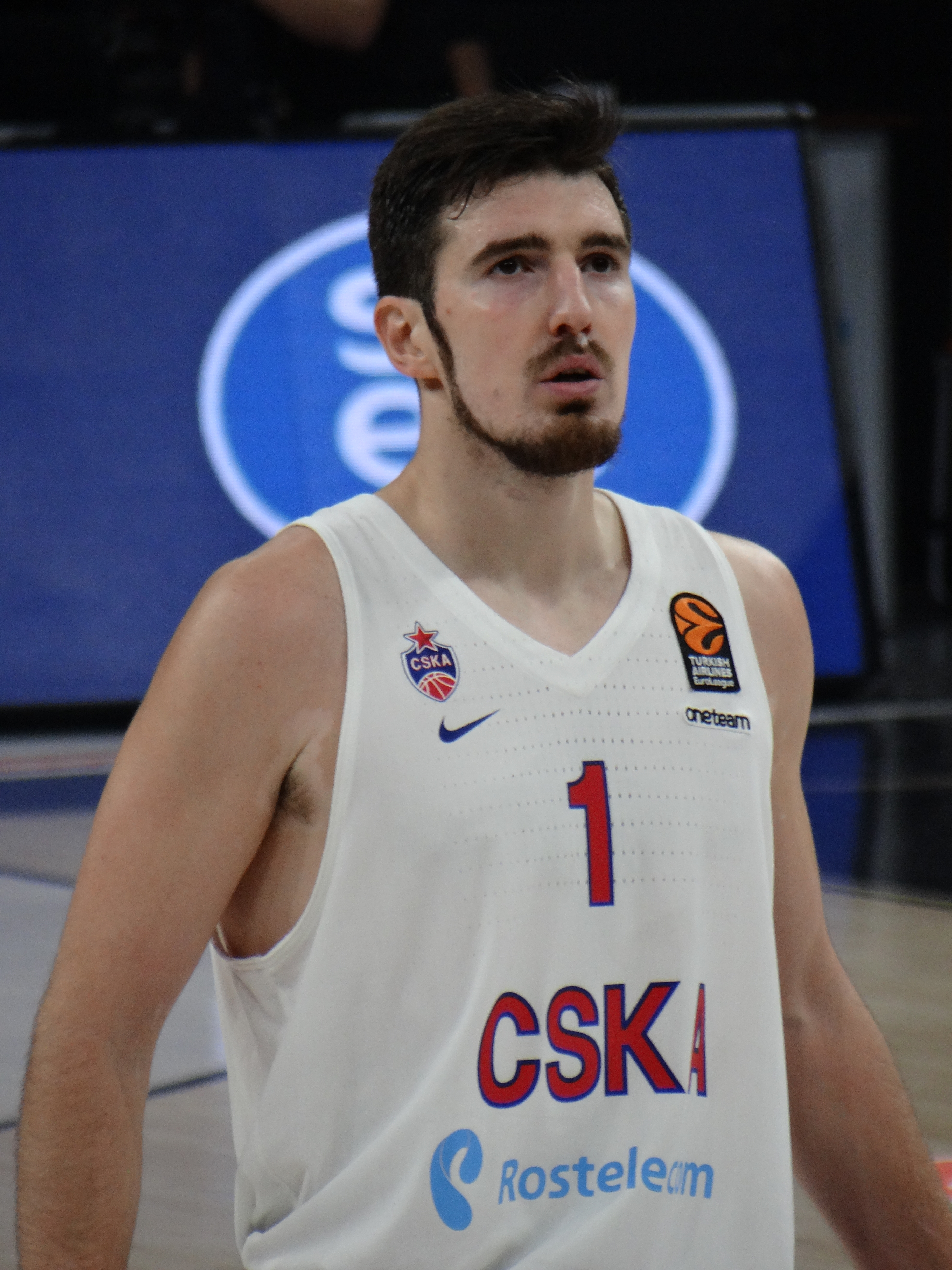
De Colo im Trikot von ZSKA Moskau

De Colo wechselte 2002 aus seiner nordfranzösischen Heimatregion Nord-Pas-de-Calais ins Ausbildungsprogramm des Basketballvereins aus dem westfranzösischen Cholet in der Region Pays de la Loire. 2006 nahm der neue türkischstämmige Trainer Erman Kunter den 19-Jährigen de Colo fest in die Rotation der ersten Mannschaft in der höchsten französischen Spielklasse LNB Pro A. Bereits 2008 als 20-Jähriger wurde er zum MVP sowohl der Hauptrunde, des französischen All-Star Games als auch des Ligapokals Semaine de As gewählt. Den Ligapokal konnte er mit seinen Mannschaftskameraden gewinnen und im französischen Pokalwettbewerb Coupe de France erreichte man das Finale. In der folgenden Saison erreichte er mit Cholet Basket das Endspiel der EuroChallenge, welches gegen den italienischen Gastgeber Virtus Bologna knapp mit zwei Punkten verloren ging. Nach einer furiosen Aufholjagd in den Schlussminuten verpasste de Colo als Topscorer des Endspiels in den letzten Sekunden des Spiels die Möglichkeit zum Punktegleichstand. Nachdem er im NBA-Draft 2009 von den San Antonio Spurs ausgewählt worden war, wechselte er zur Saison 2009/10 nach Spanien zu Power Electronics aus Valencia. Bei dem Verein stand bereits sein Nationalmannschaftskollege Florent Piétrus unter Vertrag, mit dem er im Folgenden zusammenspielte. Mit dem Verein aus Valencia gewann de Colo den im Vergleich zur EuroChallenge prestigeträchtigeren Eurocup im Endspiel gegen den deutschen Vertreter Alba Berlin und wurde als bester Spieler auf der Point-Guard-Position in das Eurocup-First-Team jener Spielzeit gewählt. In der nationalen spanischen Meisterschaft schied man sowohl 2010 als auch 2011 jeweils in der ersten Play-off-Runde gegen nach der Hauptrunde schlechter platzierte Mannschaften aus, im spanischen Pokalwettbewerb Copa del Rey erreichte man jeweils das Halbfinale. Als Eurocup-Gewinner der Vorsaison startete man in der EuroLeague 2010/11 und schied in der Viertelfinalserie knapp in fünf Spielen gegen den nationalen Konkurrenten Real Madrid aus.
De Colo unterschrieb im Sommer einen Vertrag bei den San Antonio Spurs. In seiner ersten Saison in der NBA erreichte er mit den Texanern die Finalserie. Dort unterlagen seine Spurs allerdings mit 2:4 in der Best-of-seven-serie gegen die Miami Heat. 2014 wurde er im Tausch gegen Austin Daye zu den Toronto Raptors abgegeben. Wie zuvor in San Antonio kam der Franzose auch bei der kanadischen Mannschaft nicht über die Rolle als Ergänzungsspieler hinaus. 2014 verließ er die nordamerikanische Liga nach 125 NBA-Einsätzen.
Ab Juli 2014 stand de Colo bei der russischen Spitzenmannschaft ZSKA Moskau unter Vertrag. Mit ZSKA wurde der Franzose 2015, 2016, 2017, 2018 und 2019 russischer Meister. 2016 und 2019 errang man zudem den Sieg in der EuroLeague. De Colo wurde 2015, 2016 und 2018 als bester Spieler der Hauptrunde der russischen Liga ausgezeichnet, 2016 auch der Hauptrunde sowie des Finalturniers der EuroLeague. In einem Bericht der EuroLeague anlässlich der Bekanntgabe seines Weggangs aus Moskau im Juni 2019 wurde de Colos Zeit bei ZSKA als „unvergessliche Ära“ eingestuft. Seinen besten Punkteschnitt in der Hauptrunde der russischen Liga verbuchte de Colo im Spieljahr 2016/17, als ihm je Begegnung im Schnitt 17,3 Zähler gelangen. In der EuroLeague erreichte er in Moskaus Farben in der Saison 2015/16 seine höchsten Werte, als er einen Mittelwert von 19,4 Punkten pro Partie verbuchte.
In der Sommerpause 2019 unterschrieb er einen Vertrag beim türkischen Spitzenverein Fenerbahçe Istanbul. Mit der Mannschaft wurde er 2022 Meister, Ende Juni 2022 gab ASVEL Lyon-Villeurbanne de Colos Verpflichtung bekannt. Anfang Februar 2023 setzte sich de Colo in der ewigen Bestenliste der Korbschützen in Europapokalwettbewerben auf den ersten Platz, er übertraf den Wert von Nikos Galis (4904 Punkte), der seit 1995 an der Spitze stand.

## Nationalmannschaft
Mit der Nationalmannschaft verpasste de Colo 2008 in der ersten Qualifikationsrunde die Teilnahme für die Endrunde der EM 2009 in Polen. In einer zusätzlichen Qualifikationsrunde im August 2009 gelang schließlich noch die Qualifikation. Bei der Endrunde blieb man in Vor- und Zwischenrunde unbesiegt, wobei man im letzten Zwischenrundenspiel Griechenland durch einen spielentscheidenden Korberfolg von de Colo mit zwei Punkten besiegte, obwohl der französische Nationaltrainer Vincent Collet seiner Starting Five viele Pausen gegeben hatte. Dieser Erfolg erwies sich dann auch als trügerisch, denn dadurch stand fest, dass man im Viertelfinale gegen den schwach gestarteten Weltmeister und späteren Europameister Spanien antreten musste. De Colo wurde so zur tragischen Figur, als man dieses Viertelfinalspiel dann tatsächlich deutlich verlor, was die einzige Niederlage der Franzosen im gesamten Turnier bedeutete. Obwohl man bei einer Niederlage die meisten Spiele aller teilnehmenden Mannschaften gewonnen hatte, konnte man so am Ende nur den fünften Platz belegen.
Bei der WM 2010 gewann man in der Vorrunde gegen Titelverteidiger Spanien im ersten Gruppenspiel und feierte so eine kleine Revanche. Nach zwei weiteren Siegen in der Gruppenphase verlor man jedoch die folgenden drei Spiele, inklusive des Achtelfinalspiels gegen den Gastgeber und späteren Vizeweltmeister Türkei, und schied damit frühzeitig aus dem Turnier aus. Bei der EM 2011 war man den Spaniern in der Zwischenrunde erneut unterlegen. Ansonsten blieb man bis zum Finale siegreich, was die Qualifikation für die Olympischen Spiele 2012 in London bedeutete. Das Endspiel selbst wurde erneut gegen Titelverteidiger Spanien verloren.
2013 wurde er mit Frankreich Europameister. De Colo erzielte auf dem Weg zu EM-Gold in elf Turnierspielen im Schnitt 7,4 Punkte je Begegnung. 2015 gewann er bei der EM mit der französischen Nationalmannschaft die Bronzemedaille, 2016 gehörte er zu Frankreichs Aufgebot für die Olympischen Spiele und wurde mit der Mannschaft Sechster.
Bei der Weltmeisterschaft 2019 in China war de Colo mit 16,5 Punkten je Begegnung zweitbester Korbschütze der Franzosen, mit denen er Bronze errang.
Bei den Olympischen Spielen in Tokio gewann de Colo mit der französischen Nationalmannschaft die Silbermedaille, nachdem sie sich im Endspiel knapp den Vereinigten Staaten geschlagen geben musste. De Colo war in Tokio mit 15,4 Punkten je Begegnung zweitbester Korbschütze seiner Mannschaft. Auch bei den Olympischen Spielen 2024 in Paris stand er mit Frankreich im Endspiel den Vereinigten Staaten gegenüber und verlor. Hernach trat de Colo nach insgesamt 209 Länderspielen aus der Nationalmannschaft zurück.

## Familie
Seine jüngere Schwester Jessie (* 1990) war französische Juniorenauswahlspielerin und Spielerin in der höchsten französischen Spielklasse.

## Erfolge und Auszeichnungen

### Verein
- Sieger der Euroleague 2015/16, 2018/19
- Sieger des ULEB Eurocup 2009/10
- Gewinn der russischen Meisterschaft 2015, 2016, 2017, 2018, 2019
- Sieger des französischen Ligapokals 2008
- MVP der Hauptrunde der EuroLeague 2016
- MVP des Final Four der EuroLeague 2016
- MVP der Hauptrunde der VTB United League 2015
- All-Euroleague First Team 2016
- All-Euroleague Second Team 2015
- Gewinn des türkischen Pokals 2020[26]
- Gewinn der türkischen Meisterschaft 2022[11]

### Nationalmannschaft
- . Platz bei der Basketball-Europameisterschaft 2011 in Litauen
- . Platz bei der Basketball-Europameisterschaft 2013 in Slowenien
- . Platz bei der Basketball-Europameisterschaft 2015
- . Platz bei den Olympischen Spielen 2020 in Tokio (ausgetragen im Jahr 2021)
- . Platz bei den Olympischen Spielen 2024 in Paris
- Gewinner der Trophée Alain Gilles als Spieler des Jahres der französischen Nationalmannschaft 2015, 2016[27]